# Limavady
Limavady (lɪməˈvædi; irisch: Léim an Mhadaidh; dt.: „Sprung des Hundes“) ist eine größere Marktstadt in der historischen Grafschaft Londonderry in Nordirland und war Sitz der Verwaltung des ehemaligen gleichnamigen Districts, der 2015 im Distrikt Causeway Coast and Glens aufging.

## Der Ort

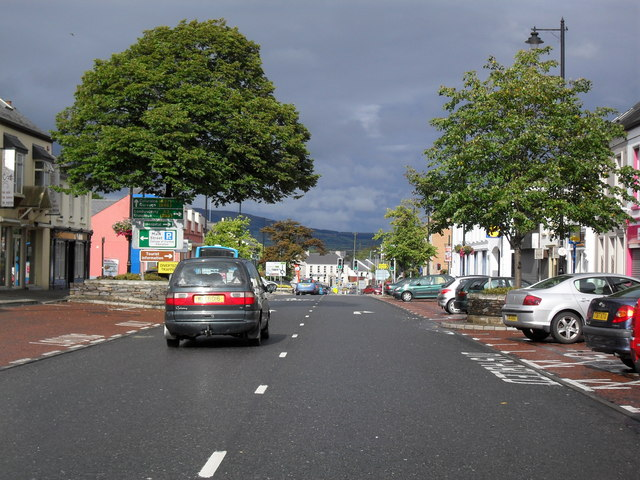
Hauptstraße von Limavady

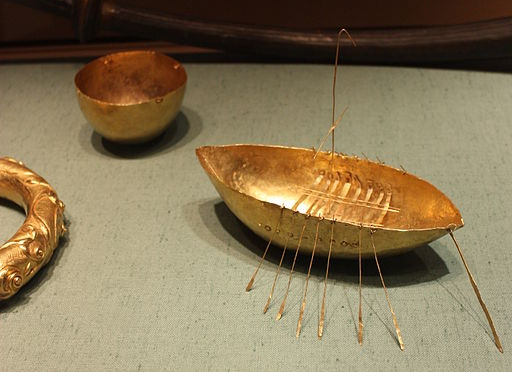
Broighter Hoard

Limavady liegt im Norden der nordirischen Grafschaft, etwa in der Mitte zwischen Londonderry im Südwesten (27 Kilometer entfernt) und Coleraine im Nordosten. In der Nähe von Limavady liegt der 385 m hohe Binevenagh als Teil der Sperrin Mountains. Parlamentarisch gehört Limavady zum Wahlkreis East Derry. Die Einwohnerzahl des Orts wurde beim Census 2011 mit 12.047 Personen ermittelt, von denen 43,3 % katholisch und 49,6 % protestantisch waren.

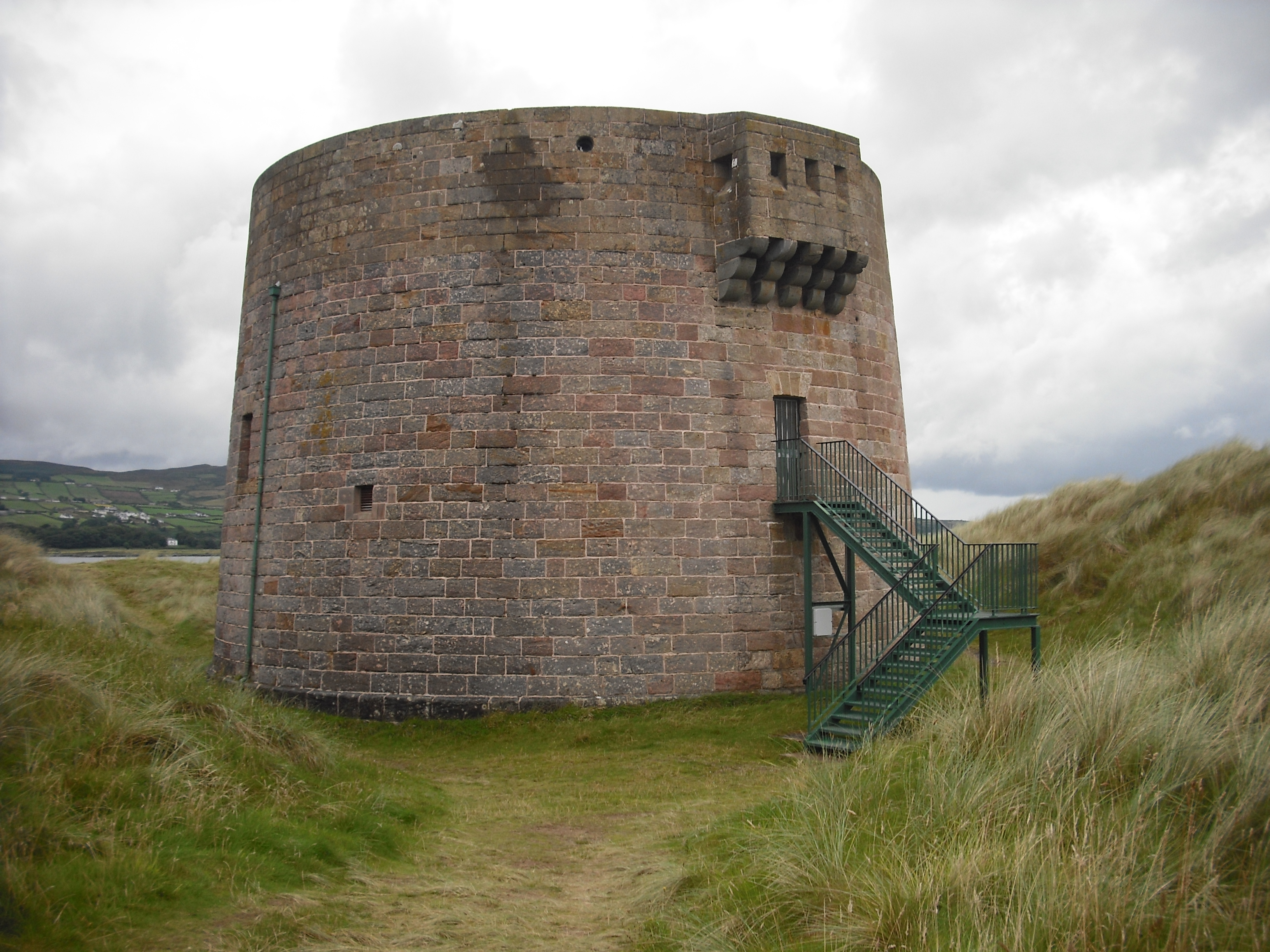
Der Martello Tower am Magilligan Point bei Limavady

Seit Mitte des 20. Jahrhunderts erlebt Limavady aufgrund der Ansiedlung und des Ausbaus moderner Industriebetriebe wie auch infolge der Akzeptanz als gefragter Wohnort eine kontinuierliche Bevölkerungszunahme, so dass sich die Zahl der Einwohner zwischen 1951 und 2011 fast vervierfachte.
Der Broighter Hoard ist ein Schatz aus Goldartefakten aus der Eisenzeit (1. Jahrhunderts v. Chr.), der 1896 in der Nähe von Limavady gefunden wurde. Er umfasst ein 18 cm langes Boot, einen Halsreif, eine Schale sowie weiteren Goldschmuck. Das National Museum of Ireland beschreibt den Halsreif als „schönstes Beispiel irischer La-Tène-Goldverarbeitung“. Repliken werden im Ulster Museum in Belfast aufbewahrt.

## Musikkultur
Limavady wurde u. a. bekannt durch das bei den Commonwealth Games als nordirische Hymne gespielte A Londonderry Air, das Mitte des 19. Jahrhunderts von einer Einheimischen bei einem örtlichen Fiddle-Spieler „entdeckt“ wurde und dessen Melodie auch das Lied Danny Boy populär machte.
Heute finden in Limavady das Danny Boy Festival, das Limavady Jazz and Blues Festival und das Roe Valley Folk Festival statt.

## Persönlichkeiten
- William Massey (1856–1925), Politiker, Gründer der Reform Party und 19. Premierminister Neuseelands
- Jim Allen (1859–nach 1937), Fußballspieler
- Ruth Kelly (* 1968), britische Politikerin (Labour Party)